# 山中村 (岐阜県)
山中村（やまなかむら）は、かつて岐阜県不破郡に存在した村である。
現在の不破郡関ケ原町山中に該当する。

## 沿革
- 1889年（明治22年）7月1日 - 町村制により山中村が発足。
- 1897年（明治30年）4月1日 - 関ケ原村、松尾村、藤下村、および相川村の一部（野上地区）と合併し、関原村が発足。同日山中村は廃止。